# Bravo Airlines
Bravo Airlines foi uma empresa da Espanha, que operou de 2004 até 2008. 

## Frota

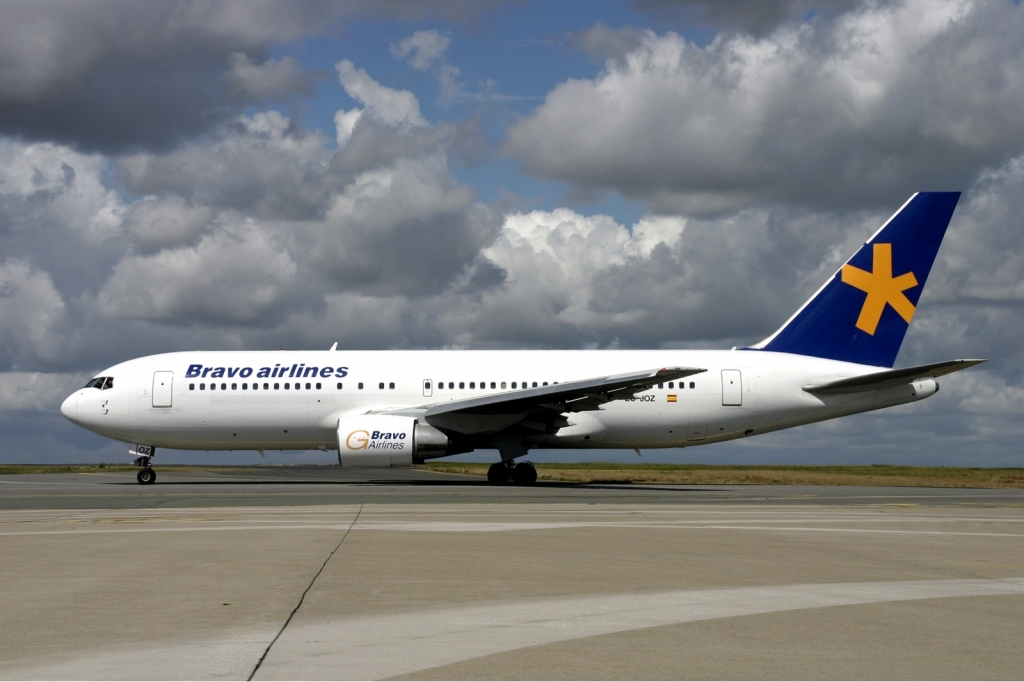
Boeing 767-200ER da Bravo Airlines.

Em 2008.
- 1 Boeing 767-200ER